# Málaga del Fresno
Málaga del Fresno település Spanyolországban, Guadalajara tartományban. Málaga del Fresno Yunquera de Henares, Guadalajara, Fuentelahiguera de Albatages, Malaguilla, Robledillo de Mohernando és Mohernando községekkel határos. Lakosainak száma 170 fő (2024).

## Népesség
A település népessége az utóbbi években az alábbiak szerint változott:
| Lakosok száma | 205  | 198  | 211  | 212  | 205  | 193  | 178  | 180  | 180  | 170  |
|               | 2001 | 2004 | 2006 | 2009 | 2011 | 2014 | 2016 | 2019 | 2021 | 2024 |